# Município de Jefferson (condado de Scioto, Ohio)
O município de Jefferson (em inglês: Jefferson Township) é um município localizado no condado de Scioto no estado estadounidense de Ohio. No ano de 2010 tinha uma população de 2.797 habitantes e uma densidade populacional de 44,1 pessoas por km².

## Geografia
O município de Jefferson encontra-se localizado nas coordenadas 38° 53′ 17″ N, 82° 56′ 08″ O. Segundo a Departamento do Censo dos Estados Unidos, o município tem uma superfície total de 63.43 km², da qual 63.37 km² correspondem a terra firme e (0.09%) 0.06 km² é água.

## Demografia
Segundo o censo de 2010, tinha 2.797 habitantes residindo no município de Jefferson. A densidade populacional era de 44,1 hab./km². Dos 2.797 habitantes, o município de Jefferson estava composto pelo 97.82% brancos, o 0.04% eram afroamericanos, o 0.46% eram amerindios, o 0.18% eram asiáticos, o 0.07% eram insulares do Pacífico, o 0.04% eram de outras raças e o 1.39% pertenciam a dois ou mais raças. Do total da população o 0.39% eram hispanos ou latinos de qualquer raça.